# Gorges de la Breggia
Les gorges de la Breggia sont des gorges situées sur les communes de Breggia, de Castel San Pietro et de Morbio Inferiore, le long de la Breggia, dans le canton du Tessin, en Suisse.

## Géographie

### Situation
Les gorges, hautes d'environ 400 mètres et longues d'environ 1 500 mètres, se situent dans le Sud du canton du Tessin, à une altitude variant de 433 à 290 mètres.

## Activités

### Protection
Les gorges font partie du parc des gorges de la Breggia, un géoparc, qui a pour but de protéger la géologie du lieu.

### Randonnée
Un sentier de randonnée accessible uniquement à pied longe les gorges.